# Diathoneura brasiliensis
Diathoneura brasiliensis är en tvåvingeart som beskrevs av Oswald Duda 1927. Diathoneura brasiliensis ingår i släktet Diathoneura och familjen daggflugor. Inga underarter finns listade i Catalogue of Life.